# Jamal Murray
Jamal Murray (Kitchener, 1997. február 23. –) kanadai válogatott kosárlabdázó, a Denver Nuggets játékosa a National Basketball Associationben (NBA).
Középiskolás éveiben mindössze a második kanadai játékosként elnyerte a Jordan Brand Classic gála MVP díját. Egyetemen a Kentucky Wildcats játékosa volt, ahol több díjat is elnyert. A 2016-os NBA-draft során kiválasztotta a Denver Nuggets a nyolcadik választással. Első szezonjában az NBA-ben beválasztották a második újonc csapatba. Az évek során egyre jobban kezdett játszani, a 2020-as NBA-buborék egyik legjobbja volt. 2021-ben súlyos sérülést szenvedett, amiért ki kellett hagynia egy évet.

## Statisztika

### Egyetem
| Év        | Csapat            | JM | KM | JP/M | MG%  | 3P%  | BD%  | LP/M | GP/M | L/M | B/M | P/M  |
| --------- | ----------------- | -- | -- | ---- | ---- | ---- | ---- | ---- | ---- | --- | --- | ---- |
| 2015–2016 | Kentucky Wildcats | 36 | 36 | 35,2 | .454 | .408 | .783 | 5,2  | 2,2  | 1,0 | 0,3 | 20,0 |

### NBA

#### Alapszakasz
| Év         | Csapat         | JM  | KM  | JP/M | MG%  | 3P%  | BD%  | LP/M | GP/M | L/M | B/M | P/M  |
| ---------- | -------------- | --- | --- | ---- | ---- | ---- | ---- | ---- | ---- | --- | --- | ---- |
| 2016–2017  | Denver Nuggets | 82* | 10  | 21,5 | .404 | .334 | .883 | 2,6  | 2,1  | 0,6 | 0,3 | 9,9  |
| 2017–2018  | Denver Nuggets | 81  | 80  | 31,7 | .451 | .378 | .905 | 3,7  | 3,4  | 1,0 | 0,3 | 16,7 |
| 2018–2019  | Denver Nuggets | 75  | 74  | 32,6 | .437 | .367 | .848 | 4,2  | 4,8  | 0,9 | 0,4 | 18,2 |
| 2019–2020  | Denver Nuggets | 59  | 59  | 32,3 | .456 | .346 | .881 | 4,0  | 4,8  | 1,1 | 0,3 | 18,5 |
| 2020–2021  | Denver Nuggets | 48  | 48  | 35,5 | .477 | .408 | .869 | 4,0  | 4,8  | 1,3 | 0,3 | 21,2 |
| 2022–2023† | Denver Nuggets | 64  | 64  | 32,9 | .453 | .398 | .832 | 4,0  | 5,2  | 1,0 | 0,2 | 20,0 |
| 2023–2024  | Denver Nuggets | 59  | 59  | 31,5 | .481 | .425 | .853 | 4,1  | 6,5  | 1,0 | 0,7 | 21,2 |
| 2024–2025  | Denver Nuggets | 67  | 67  | 36,1 | .474 | .393 | .886 | 3,9  | 6,0  | 1,4 | 0,5 | 21,4 |
| Karrier    | Karrier        | 536 | 461 | 31,3 | .455 | .381 | .870 | 3,8  | 4.7  | 1,0 | 0,4 | 18,0 |

#### Rájátszás
| Év      | Csapat         | JM | KM | JP/M | MG%  | 3P%  | BD%  | LP/M | GP/M | L/M | B/M | P/M  |
| ------- | -------------- | -- | -- | ---- | ---- | ---- | ---- | ---- | ---- | --- | --- | ---- |
| 2019    | Denver Nuggets | 14 | 14 | 36,3 | .425 | .337 | .903 | 4,4  | 4,7  | 1,0 | 0,1 | 21,3 |
| 2020    | Denver Nuggets | 19 | 19 | 39,6 | .505 | .453 | .897 | 4,8  | 6,6  | 0,9 | 0,3 | 26,5 |
| 2023†   | Denver Nuggets | 20 | 20 | 39,9 | .473 | .396 | .926 | 5,7  | 7,1  | 1,5 | 0,3 | 26,1 |
| 2024    | Denver Nuggets | 12 | 12 | 38,5 | .402 | .315 | .923 | 4,3  | 5,6  | 0,8 | 0,5 | 20,6 |
| Karrier | Karrier        | 65 | 65 | 38,8 | .459 | .389 | .911 | 4,9  | 6,2  | 1,1 | 0,3 | 24,2 |